# 20 december
20 december är den 354:e dagen på året i den gregorianska kalendern (355:e under skottår). Det återstår 11 dagar av året.

## Återkommande bemärkelsedagar

### Högtidsdagar
- Svenska Akademiens högtidsdag enligt ett beslut av Gustav III. På detta datum tar nya medlemmar högtidligen inträde med ett tal över föregångarna på de stolar som de nya blivit utsedda att inta. Vid akademiens instiftande 1786 motsvarade 20 december i den gregorianska kalendern den 9 december i den julianska, vilket var Gustav II Adolfs födelsedag (1594). (Numera motsvaras 20 december i den gregorianska av den 7 december i den julianska.)

## Namnsdagar

### I den svenska almanackan
- Nuvarande – Israel och Moses
- Föregående i bokstavsordning
  - Abraham – Namnet fanns på dagens datum före 1702, då det flyttades till 18 december, där det har funnits sedan dess.
  - Gina – Namnet infördes på dagens datum 1986, men utgick 1993.
  - Gitte – Namnet infördes på dagens datum 1986, men utgick 1993.
  - Israel – Namnet fanns före 1901 på 23 december, men flyttades detta år till dagens datum och har funnits där sedan dess.
  - Jakob – Namnet har, till minne av aposteln Jakob, sedan gammalt funnits på 25 juli, men före 1901 i formen Jacobus, och har inte flyttats. I denna form fanns det också tidvis på 1 maj, men då till minne av en annan biblisk person. Det fanns på dagens datum från 1702 till 1901 till minne av patriarken Jakob, som också kallades för Israel. 1901 togs det bort från dagens datum, för att enbart finnas på 25 juli och för att bereda plats på patriarkens alternativa namn Israel på dagens datum.
  - Moses – Namnet infördes 1650 på 4 september och fanns där fram till 1993, då det flyttades till dagens datum, där det har funnits sedan dess.
- Föregående i kronologisk ordning
  - Före 1702 – Abraham
  - 1702–1900 – Jakob
  - 1901–1985 – Israel
  - 1986–1992 – Israel, Gina och Gitte
  - 1993–2000 – Israel och Moses
  - Från 2001 – Israel och Moses
- Källor
  - Brylla, Eva (red.). Namnlängdsboken. Gjøvik: Norstedts ordbok, 2000 ISBN 91-7227-204-X
  - af Klintberg, Bengt. Namnen i almanackan. Gjøvik: Norstedts ordbok, 2001 ISBN 91-7227-292-9

### Finlandssvenska almanackan
- Nuvarande från 1995[1] – Benjamin, Ben, Benny
- I föregående revideringar[a][2]
  - 1929–1994 – Torkel

## Händelser
- 827 – Sedan Valentinus har avlidit den 6 oktober väljs Gregorius IV till påve.
- 860 – Vid Æthelbalds död efterträds han som kung av Wessex av sin bror Æthelberht.
- 1046 – Synoden i Sutri avsätter Gregorius VI från påvestolen och väljer fem dagar senare en ny påve.
- 1334 – Sedan Johannes XXII har avlidit den 4 december väljs Jacques Fournier till påve och tar namnet Benedictus XII.
- 1483 – Den första boken i Sverige trycks av magister Johann Snell. Den heter Dyalogus creaturarum moralizatus (på svenska Skapelsens sedelärande samtal).
- 1803 – Köpet av Louisiana (The Louisiana Purchase) klart.[3]
- 1860 – South Carolina blir den första staten att utträda ur USA.[4]
- 1907 – Vid en kolgruveexplosion i Yolande i Alabama omkommer 91 gruvarbetare.
- 1917 – Tjekan, den första sovjetiska hemliga polisen, grundas.
- 1924 – Adolf Hitler friges efter att ha avtjänat knappt ett år av sitt femåriga fängelsestraff.
- 1967 – Jan Myrdal grips under en FNL-demonstration.
- 1983 – Ingemar Stenmark vinner den alpina världscuptävlingen i slalom i Madonna di Campiglio, Italien.
- 1989 – USA sänder trupper till Panama för att störta Manuel Noriegas regering.
- 1997 – Ylva Nowén vinner sin första världscupseger i slalom.
- 1999 – Högsta domstolen i amerikanska delstaten Vermont utfärdar en dom som innebär att homosexuella par har samma rättigheter som heterosexuella gifta par.
- 2006 – Jordskred vid Småröd söder om Munkedal, river med sig E6 & Bohusbanan.

## Födda
- 1537 – Johan III, kung av Sverige 1568–1592.
- 1629 – Pieter de Hooch, nederländsk konstnär och målare.
- 1641 – Urban Hjärne, läkare, naturforskare.
- 1779 – William Wilkins, amerikansk politiker, senator för Pennsylvania 1831–1834.
- 1792 – Nicolas Charlet, fransk konstnär och målare.
- 1798 – John Wood, amerikansk republikansk politiker, guvernör i Illinois 1860–1861.
- 1813 – Samuel J. Kirkwood, amerikansk republikansk politiker, senator för Iowa 1866-1867 och 1877-1881.
- 1825 – Wilhelm Abenius (borgmästare), svensk borgmästare och politiker i Västerås.
- 1841 – Ferdinand Buisson, fransk pedagog och politiker, mottagare av Nobels fredspris 1927.
- 1851
  - Theodore E. Burton, amerikansk republikansk politiker, senator för Ohio 1909–1915 och 1928–1929.
  - Knut Wicksell, svensk nationalekonom och politisk aktivist.
- 1856 – Ferdinand Avenarius, författare.
- 1862 – Washington Ellsworth Lindsey, amerikansk republikansk politiker, guvernör i New Mexico 1917–1919.
- 1875 – Carl Oscar Johansson i Sollefteå, svensk kamrer och socialdemokratisk riksdagspolitiker.
- 1887 – Sickan Castegren, finlandssvensk skådespelare.
- 1890 – Jaroslav Heyrovský, tjeckisk kemist, mottagare av Nobelpriset i kemi 1959.
- 1893 – Charlotte Bühler, österrikisk psykolog.
- 1894 – Sir Robert Menzies, australisk politiker och premiärminister.
- 1898 – Irene Dunne, amerikansk skådespelare.
- 1899
  - Olle Ek, svensk skådespelare.
  - John Sparkman, amerikansk demokratisk politiker, senator för Alabama 1946–1979.
- 1901 – Robert Van de Graaff, amerikansk fysiker och uppfinnare.
- 1908 – Curt Löwgren, svensk skådespelare.
- 1914 – Harry F. Byrd Jr., amerikansk politiker, senator för Virginia 1965–1983.
- 1917 – David Bohm, kärnfysiker och filosof.
- 1920 – Väinö Linna, finländsk författare.
- 1924
  - Arne Domnérus, svensk jazzmusiker och orkesterledare.
  - Friederike Mayröcker, tysk författare.
- 1926 – Otto Graf Lambsdorff, tysk politiker.
- 1927 – Kim Young-sam, sydkoreansk politiker, Sydkoreas president 1993–1998.
- 1929 – David H. Gambrell, amerikansk demokratisk politiker och advokat, senator för Georgia 1971–1972.
- 1930 – Margaretha Meyerson, svensk skådespelare och sångare.
- 1931 – Ike Skelton, amerikansk demokratisk politiker, kongressledamot 1977–2013.
- 1932 – Christina Lundquist, svensk skådespelare.
- 1933
  - Jean Carnahan, amerikansk demokratisk politiker, senator för Missouri 2001–2002.
  - Bo Hansson, svensk journalist och tv-programledare.
- 1935
  - Henry E. Brown, amerikansk republikansk politiker.
  - Anna Schönberg, svensk skådespelare.
- 1938 – Jayawantiben Mehta, indisk politiker.
- 1941
  - Roland Johansson, svensk skådespelare.
  - Rolf Johansson, svensk skådespelare.
- 1943 – Björn Wallde, svensk skådespelare och ståuppkomiker.
- 1944 – Conny Nordin, svensk professor och präst.
- 1946
  - Uri Geller, israelisk illusionist.
  - Peps Persson, svensk musiker.
  - John Spencer, amerikansk skådespelare.
- 1948 – Abdulrazak Gurnah, tanzanisk författare och litteraturkritiker, mottagare av Nobelpriset i litteratur 2021.
- 1949 – Bergljót Árnadóttir, svensk skådespelare.
- 1957
  - Billy Bragg, artist och kompositör.
  - Anna Vissi, cypriotisk sångerska.
- 1964 – Robert Gustafsson, svensk skådespelare och komiker.
- 1970
  - Nicole de Boer, kanadensisk skådespelare.
  - Sandra Lee, amerikansk dermatolog och youtubare.
- 1972 – Ted Andersson, svensk bandyspelare.
- 1974 – Daisuke Andou, japansk gitarrist i J-rockbandet Dir en grey.
- 1977 – Sonja Aldén, svensk sångare och låtskrivare.
- 1983 – Jonah Hill, amerikansk komiker och skådespelare.
- 1984 – Bob Morley, australiensk skådespelare.
- 1985 – Sebastian Stakset, svensk rappare, sångare, författare och skådespelare.
- 1990 – Joanna Levesque, amerikansk r'n'b-sångare och sångskrivare.
- 1998 – Kylian Mbappé, fransk fotbollsspelare.
- 2003 – Leopold Querfeld, österrikisk fotbollsspelare.

## Avlidna
- 69 – Vitellius, 54, romersk kejsare sedan 16 april detta år.
- 217 – Zephyrinus, påve sedan 199.
- 1552 – Katharina von Bora, 53, Martin Luthers änka.
- 1722 – Kangxi-kejsaren, 68, den andre Qing-kejsaren av Kina.
- 1862 – James Pearce, 57, amerikansk politiker, senator för Maryland 1843–1862.
- 1866 – James Semple, 68, amerikansk demokratisk politiker, jurist och diplomat, senator för Illinois 1843–1847.
- 1891 – Preston B. Plumb, 54, amerikansk republikansk politiker, senator för Kansas 1877–1891.
- 1908 – Francis P. Fleming, 67, amerikansk politiker, guvernör i Florida 1889–1893.
- 1909 – William A. Harris, 68, amerikansk politiker, senator för Kansas 1897–1903.
- 1917 – Eric Campbell, 37, amerikansk skådespelare.
- 1928 – Eglantyne Jebb, 52, brittisk filantrop och grundare av Rädda Barnen.
- 1929 – Émile Loubet, 90, fransk politiker, Frankrikes president 1899–1906.
- 1936 – Peter Norbeck, 66, amerikansk republikansk politiker, senator för South Dakota 1921–1936.
- 1937 – Erich Ludendorff, 72, tysk general under första världskriget.
- 1954 – James Hilton, 54, brittisk författare.
- 1956 – Paul Bonatz, 79, tysk arkitekt.
- 1958 – James Westheimer, 74, svensk operasångare och skådespelare.
- 1961 – Moss Hart, 57, amerikansk dramatiker, manusförfattare och regissör.
- 1965 – Frans Hansson i Hönö, 75, svensk fiskare och politiker.
- 1968 – John Steinbeck, 66, amerikansk författare, mottagare av Nobelpriset i litteratur 1962.
- 1971 – Roy O. Disney, 78, VD för Walt Disney Company 1929-1971.
- 1976 – Oscar Rundblom, 78, svensk domprost i Västerås.
- 1980 – Dagmar Olsson, 72, svensk skådespelerska, sångerska och dansös.
- 1982 – Arthur Rubinstein, 95, polsk-amerikansk pianist.
- 1994 – Dean Rusk, 85, amerikansk politiker, USA:s utrikesminister 1961–1969.
- 1995 – Madge Sinclair, 57, jamaicansk skådespelare.
- 1996 – Carl Sagan, 62, amerikansk astronom och författare.
- 1997 – Richard Glazar, 77, tjeckisk överlevare från Treblinka.
- 1998 – Alan L. Hodgkin, 84, brittisk fysiolog, mottagare av Nobelpriset i fysiologi eller medicin 1963.
- 2007 – Peer Hultberg, 72, dansk författare och psykoanalytiker.
- 2008
  - Anna-Lisa Cronström, 98, svensk sångerska.
  - Olga Lepesjinskaja, 92, rysk ballerina.
  - Robert Mulligan, 83, amerikansk Oscars-nominerad filmregissör, Skuggor över Södern.
- 2009
  - Brittany Murphy, 32, amerikansk skådespelerska.
  - Arnold Stang, 91, amerikansk skådespelare, originalrösten bakom animerade katten Top Cat.
- 2014 – Per-Ingvar Brånemark, 85, svensk anatom och ortopedisk kirurg.
- 2016 – Gunborg Wildh, 97, målare och tecknare.
- 2019
  - Roland Matthes, 69, östtysk simmare, fyra OS-guld.
  - Junior Johnson, 88, amerikansk racerförare.
- 2024 – Leif Silbersky, 86, svensk advokat och författare

### Fotnoter
1. ↑  ”Universitetets namnsdagsalmanacka - Universitetets almanacksbyrå”. almanakka.helsinki.fi. Helsingfors universitet. https://almanakka.helsinki.fi/sv/kalender-2025/. Läst 22 februari 2025.
2. ↑  ”Namnsdagsrevideringar - Universitetets almanacksbyrå”. almanakka.helsinki.fi. Helsingfors universitet. https://almanakka.helsinki.fi/sv/namnsdagar/namnsdagsrevideringar.html. Läst 3 oktober 2020.
3. ↑  ”United States of America” (på engelska). World Statesmen. http://www.worldstatesmen.org/United_States.html. Läst 22 september 2012.
4. ↑  ”US States S - U” (på engelska). World Statesmen. http://www.worldstatesmen.org/US_states_S-U.html#South-Carolina. Läst 23 november 2012.